# Lingua nominativo-accusativa
In linguistica una lingua nominativo-accusativa o semplicemente accusativa è una lingua che tratta l'oggetto diretto dei verbi transitivi in maniera diversa dal soggetto dei verbi intransitivi e dall'agente dei verbi transitivi (entrambi chiamati "soggetto").
Se la lingua possiede dei casi morfologici, allora l'oggetto viene marcato con un caso convenzionalmente chiamato accusativo, mentre il soggetto viene marcato con un altro caso chiamato nominativo. Se non esistono casi, questo compito viene affidato all'ordine delle parole (ad esempio, il soggetto cade prima del verbo e l'oggetto dopo di esso, come in italiano).
La forma nominativa è generalmente la meno marcata di una parola e viene usata come lemma dai dizionari. Comunque ciò non protegge la forma nominativa da altri cambiamenti fonetici, come nel lemma finlandese vete-, che ha però il nominativo regolare vesi.
|                    | Agente     | Paziente   |
| ------------------ | ---------- | ---------- |
| Verbi transitivi   | Nominativo | Accusativo |
| Verbi intransitivi | Nominativo | Nominativo |

## Esempi
Le lingue germaniche e quelle romanze, così come la maggioranza delle altre lingue del mondo, sono nominativo-accusative. L'italiano non possiede casi morfologici così da distinguere il nominativo dall'accusativo, ad eccezione dei pronomi, e si basa soltanto sull'ordine delle parole per differenziare il soggetto e l'oggetto. Lo stesso si applica a quasi tutte le lingue romanze e germaniche. Il tedesco invece mantiene un sistema di casi, applicato soprattutto agli articoli.
Si consideri il tedesco:
Der Junge kam. "Il ragazzo arrivò."
Der Mann sah den Jungen. "L'uomo vide il ragazzo."
(Dato che il sostantivo Junge è un nome debole in tedesco, viene declinato come un aggettivo. Con l'articolo determinativo prende la desinenza -n in tutti i casi ad eccezione del nominativo singolare.)
Der e den significano entrambi "il". La forma dell'articolo determinativo cambia a seconda del genere e del numero del nome a cui si accorda, ma anche a seconda del caso (nominativo, accusativo, dativo, genitivo) in cui si trova il nome.
Il soggetto della frase, Mann, è al nominativo. Der è l'articolo maschile nominativo singolare.
Nella seconda frase, il verbo sah (passato preterito di sehen, vedere), come la maggior parte dei verbi transitivi, richiede l'accusativo per il proprio oggetto. Perciò l'articolo viene cambiato in den, per una parola maschile singolare (Jungen) al caso accusativo.
Per sottolineare come l'uso dei casi prevalga sull'ordine delle parole, si consideri un altro esempio:
Der Mann isst den Kuchen. "L'uomo mangia la torta".
Den Kuchen isst der Mann. anche questa è "L'uomo mangia la torta", e non come si potrebbe capire dall'ordine delle parole "La torta mangia l'uomo", perché gli articoli sono declinati e già marcati dai casi che governano le funzioni sintattiche.
Si noti che anche se il soggetto e l'oggetto sono invertiti, il senso della frase rimane lo stesso perché la marcatura morfologica viene usata per distinguere nominativo e accusativo.
Le lingue baltofinniche hanno due casi che vengono usati per marcare l'accusativo morfosintattico. L'accusativo finlandese è sempre telico; l'oggetto subisce l'azione interamente (o, da un altro punto di vista, l'azione è condotta fino al suo termine), mentre se l'azione è parziale o non del tutto nota (o, da un altro punto di vista, l'azione è incompleta) l'oggetto prende il caso partitivo. Per esempio, Kirjoitin artikkelin "Ho scritto un articolo (completamente)" ha la parola artikkeli all'accusativo (telico), indicando che l'articolo è completo; e Kirjoitin artikkelia ha la parola artikkeli al partitivo, indicando che il risultato dell'azione non è noto.